# 光城郡
光城郡，中国南北朝时设置的郡。
- 南朝梁改光城左郡置光城郡，为南郢州治。治所在光城县（今河南省光山县、潢川县南）。辖境相当今河南省光山县一带。下辖光城县、乐安县。隋文帝开皇九年（583年）废光城郡，地入光州。
- 南朝梁置光城郡，属北江州。治所在光城县（今湖北省武汉市黄陂区北）。北齐废。